# Time's Up (организация)
Time's Up — некоммерческая организация, которая собирает деньги для поддержки жертв сексуальных домогательств. Группа была основана 1 января 2018 года голливудскими знаменитостями в ответ на эффект Вайнштейна и движение Me Too. По состоянию на январь 2020 года организация собрала 24 миллиона долларов в виде пожертвований.
Time's Up сотрудничала с Национальным женским юридическим центром для создания Фонда правовой защиты Time's Up (англ. TULDF), который оказывает юридическую и медийную поддержку лицам, подвергшимся дискриминации по половому признаку на рабочем месте, например, сексуальным домогательствам. Фонд Time's Up собирает деньги для TULDF.
Организацию начали критиковать после того, как стало известно о причастности ее руководства к попытке сокрытия обвинений в сексуальных домогательствах Эндрю Куомо. В сентябре 2021 года Time's Up распустил свой консультативный совет из 71 члена, в который входили несколько известных актеров, в ответ на поступавшую критику. Также сообщалось, что весь руководящий совет уйдет в отставку и будет заменен.

## История

### Предыстория и основание
Организация Time's Up собирает деньги в поддержку жертв сексуальных домогательств. Она была основана 1 января 2018 года женщинами-знаменитостями Голливуда в ответ на случаи сексуального насилия со стороны Харви Вайнштейна и стремительное распространение движения Me Too.
После обнародования широко распространенных обвинений в сексуальном насилии, выдвинутых против Харви Вайнштейна в начале октября 2017 года, большое количество женщин описали свой собственный опыт сексуальных домогательств в социальных сетях, используя хэштег #MeToo. Женщины в индустрии развлечений обвиняли других в сексуальных домогательствах и злоупотреблениях, поскольку СМИ часто освещали судебные разбирательства с Вайнштейном по поводу сексуальных проступков. В это время небольшая группа женщин-агентов по поиску талантов в Лос-Анджелесе собралась для мозгового штурма поиска решений проблем сексуальных домогательств в индустрии. Эта группа быстро расширилась, увеличившись до 150 участников, и начала проводить еженедельные встречи и частые семинары для обсуждения соответствующих вопросов и решений.

#### Открытое письмо в январе 2018 года
Time's Up публично стартовал в январе 2018 года, когда основатели Time's Up опубликовали открытое письмо в виде полностраничной рекламы в The New York Times и испаноязычной газете La Opinión в Лос-Анджелесе. Среди подписавших письмо были Шонда Раймс, Джессика Кэпшоу, Кейт Кэпшоу, Ава ДюВерней, Риз Уизерспун и Натали Портман, а также другие высокопоставленные женщины в индустрии развлечений. В открытом письме Time's Up заявила, что её цель —защитить женщин из рабочего класса от того, чтобы они не стали жертвами сексуального насилия. Группа объявила о создании Фонда правовой защиты Time's Up, управляемого Национальным центром женского права, который будет работать в этом направлении. Информационно-пропагандистское подразделение Time's Up также заявило, что будет добиваться принятия законов, наказывающих компании, которые не принимают меры против постоянных сексуальных домогательств.
К 7 января 2018 года для Фонда правовой защиты Time's Up было собрано почти 15 миллионов долларов.

#### Протесты на церемонии вручения наград
Реклама на всю страницу 1 января также призывала женщин на красной дорожке 75-й церемонии вручения премии «Золотой глобус» надеть черное и высказаться о сексуальных нарушениях. Некоторые члены Time's Up привели активистов на церемонию награждения и носили значки с названием группы. Во время мероприятия Опра Уинфри упомянула Time's Up в своей речи.
60-я ежегодная церемония вручения премии «Грэмми» состоялась в январе того же года. На церемонии награждения несколько музыкальных исполнителей надели особые предметы одежды, чтобы выразить солидарность с Time's Up. Леди Гага, Лана Дель Рей, Кеша и Синди Лопер были одеты в белые или полностью черные наряды, а Лорд выбрала наряд с отрывком из работы Дженни Хольцер, который был напечатан на открытке и пришит к задней части ее платья. Во время церемонии награждения Жанель Монаэ произнесла речь со ссылкой на Time's Up, призвав к равенству оплаты труда в музыкальной индустрии и прекращению сексуальных домогательств. На церемонии вручения кинопремии BAFTA 2018 в Лондоне в марте того же года некоторые присутствующие были одеты в черные наряды и носили значки Time's Up.

### Ранний рост и развитие
Организация Time's Up первоначально финансировалась за счет взносов Шонды Раймс и Кэти МакГрат, что позволило ей нанять семь штатных сотрудников. Согласно Los Angeles Times, группа «изначально создавалась как демократический коллектив». В конце 2018 года Лиза Бордерс, бывший президент WNBA и бывший руководитель Coca-Cola, была назначена первым президентом и главным исполнительным директором Time's Up. 18 февраля 2019 года она покинула свой пост после того, как ее сын был обвинен в сексуальных проступках. Тина Тчен, ранее занимавшая должность руководителя аппарата Мишель Обамы и исполнительного директора Совета Белого дома по делам женщин и девочек, была назначена главным исполнительным директором в октябре 2019 года.
К октябрю 2018 года Time's Up собрала 22 миллиона долларов за счёт пожертвований для Фонда правовой защиты Times Up.
В январе 2019 года организация объявила о своем вызове 4%, попросив производственные компании продемонстрировать свою готовность работать с женщиной-режиссером в полнометражном фильме в течение следующих 18 месяцев. Universal Pictures, MGM Studios, Paramount Pictures и Amazon Studios заявили о своей поддержке этого вызова. Используя финансирование Мелинды Гейтс, в 2020 году организация создала лабораторию Time's Up Impact Lab для исследования того, как лучше предотвратить дискриминацию и сексуальные домогательства на рабочем месте. В сентябре 2020 года фонд Time's Up Foundation запустил проект «Time's Up, Measure Up», проект лаборатории Time's Up Impact Lab для изучения влияния пандемии и экономического кризиса на женщин.
В том же году Time's Up Now, информационно-пропагандистское подразделение Time's Up, запустило кампанию под названием «We Have Her Back», направленную на поддержку политических кандидатов-женщин и противодействие тому, что группа назвала сексистским, расистским и унизительным освещением в СМИ женщин, баллотирующихся в президенты.

## Цели
Цели организации заключаются в пропаганде и проведении кампаний по борьбе с дискриминацией и домогательствами на рабочих местах. Кроме того, организация проводит сбор средств для Фонда правовой защиты Time's Up, чтобы обеспечить денежную поддержку жертвам сексуальной дискриминации на рабочем месте, чтобы они могли обратиться в суд, особенно для лиц с низкой заработной платой и цветного населения.

## Критика
В январе 2020 года Опра Уинфри, спонсор-учредитель, объявила о своем отказе от участия в качестве исполнительного продюсера документального фильма On The Record, посвященного обвинителям Рассела Симмонса. Вскоре после этого Time's Up Now и Time's Up Legal Defense Fund (TULDF) попросили подписать письмо в поддержку обвинителей; TULDF подписал письмо, а Time's Up Now отказался. По данным The Hollywood Reporter, многие представители индустрии расценили согласование организации с Уинфри как свидетельство «неотъемлемого конфликта интересов - того, что группа в значительной степени финансируется голливудскими влиятельными лицами». Эта критика звучит в адрес Time's Up Now с момента ее создания в 2017 году.
Сотрудники Time's Up критиковали организацию за трату некоторых средств на зарплаты руководителей. Согласно отчету The Daily Beast от апреля 2021 года, сотрудники критиковали руководство организации за «почтение к влиятельным политическим союзникам».

### Обвинения Эндрю Куомо в сексуальных проступках
9 августа 2021 года председатель Time's Up Роберта Каплан подала в отставку с поста председателя совета директоров организации после того, как в докладе о расследовании обвинений в сексуальных домогательствах к женщинам со стороны тогдашнего губернатора Нью-Йорка Эндрю Куомо было сказано, что она участвовала в попытке дискредитировать бывшего помощника Куомо Линдси Бойлан, первой из многочисленных женщин, обвинивших Куомо в сексуальных проступках. Расследование, проведенное генеральным прокурором Нью-Йорка Летицией Джеймс, показало, что Каплан ознакомилась с неопубликованной статьей с нападками на одну из женщин, заявивших о домогательствах со стороны Куомо. Эти обвинения стали причиной отставки генерального директора Time's Up Тины Тчен 26 августа 2021 года.
Позже, 10 сентября 2021 года, Time's Up распустила весь свой консультативный совет и объявила, что все члены руководящего совета уйдут в отставку и будут заменены в течение 30 дней. Variety описала группу как «находящуюся в свободном падении» с момента публикации расследования генерального прокурора штата о предполагаемых сексуальных проступках и домогательствах Куомо. В ноябре 2021 года временный президент и генеральный директор Монифа Банделе покинула свой пост, а Time's Up заявила, что заменит всех своих нынешних сотрудников в начале 2022 года.

## Организация
До августа 2021 года Тина Тчен была президентом и генеральным директором как Time's Up Now, организации социального обеспечения, так и Time's Up Foundation, общественной благотворительной организации. В совет директоров входят Нина Шоу, Ева Лонгория, Кэти Макграт, Шонда Раймс и Джерни Смоллетт. Среди бывших членов совета - Каплан.
Фонд правовой защиты Time's Up (TULDF) был основан Каплан и Тчен и управляется Национальным женским юридическим центром, который одновременно является учредителем и администратором фонда. Директором TULDF является Шэрин Теджани. Фонд оказывает юридическую и медийную поддержку лицам, подвергшимся дискриминации по половому признаку на рабочем месте, например, сексуальным домогательствам. Инициатива TULDF финансируется за счет прямых пожертвований и пожертвований в фонд Time's Up Foundation. Первоначальная кампания GoFundMe по сбору средств для фонда правовой защиты в 2018 году собрала 21 миллион долларов за два месяца. The New York Times назвала TULDF «драгоценным камнем».
Time's Up также сформировал и курирует несколько отраслевых групп: Time's Up Entertainment, Time's Up Tech, Time's Up Advertising и Time's Up Healthcare.
По состоянию на январь 2020 года организация собрала 24 миллиона долларов в виде пожертвований.